# Kamienica przy alei Krasińskiego 10 w Krakowie
Kamienica przy alei Zygmunta Krasińskiego 10 – zabytkowa kamienica, zlokalizowana przy al. Zygmunta Krasińskiego na krakowskim Półwsiu Zwierzynieckim.

## Historia
Kamienica została wzniesiona w latach 1925–1926 przez architekta Adolfa Siódmaka i jego wspólnika inżyniera Henryka Rittermana. W 2016 przeszła kompleksowy remont elewacji.
Kamienica została wpisana do gminnej ewidencji zabytków.

## Architektura
Budynek zaprojektowano na planie zbliżonym do kwadratu. Posiada on cztery piętra. Ilość osi elewacji frontowej jest różna dla poszczególnych kondygnacji. Parter jest trójosiowy, pierwsze, drugie i trzecie piętro – siedmioosiowe, a czwarte piętro – sześcioosiowe. Fasada ma charakter klasycyzujący. Parter został obłożony okładziną ze sztucznego, rustykalnego kamienia, zaś wyższe kondygnacje okładziną boniowaną. Okna pierwszego piętra zostały wyróżnione półkolistym zwieńczeniem i kluczami. Trzy środkowe osie pierwszego i drugiego piętra zaakcentowano wykuszem, nad którym utworzono balkon. Trzecie i czwarte piętro zostały oddzielone gzymsem, pod którym umieszczono fryz metopowy. W centralnej części elewacji czwartego piętra zaprojektowano neobarokowy kartusz z łacińską inskrypcją: "SI DEUS NOBISCUM QUIS CONTRA NOS (pl. Jeśli Bóg z nami, któż przeciwko nam).